# Editora Globo
Editora Globo é uma empresa brasileira, subsidiária do Grupo Globo, responsável pela publicação das revistas e dos jornais. Além da parceria com a produtora Mauricio de Sousa Produções, que publicava os gibis da Turma da Mônica, de 1987 até 2006, quando os gibis foram trocados pela Panini Group.

## Histórico

### Primeiros anos - de Rio Gráfica à Editora Globo
Apesar de ter sido fundada em 1958, com o nome de Rio Gráfica Editora, a história da Editora Globo, em sua configuração atual, teve início em 27 de agosto de 1986, quando a Editora Globo de Porto Alegre foi adquirida pela Rio Gráfica Editora. Na ocasião, Roberto Marinho, presidente das Organizações Globo, destacou a responsabilidade de dar continuidade ao trabalho da família Bertaso na Editora Globo, expressando o desejo de que o nome Globo mantivesse seu prestígio, como legado das famílias Bertaso e Marinho.
A revista Globo Rural foi a primeira publicação a integrar o catálogo da "nova" Editora Globo. Criada como extensão do programa televisivo homônimo, já vinha sendo publicada desde 1985 pela Rio Gráfica. Em 1986, com a mudança de sede da editora do Rio de Janeiro para São Paulo, inicialmente localizada na Rua do Curtume, no bairro da Lapa, e posteriormente na Avenida Raimundo Pereira de Magalhães, em Pirituba, a Editora Globo passou a se especializar também na publicação de obras em fascículos, como Minha Cozinha, Fotografia em Cores, Mão na Roda, Microcomputador, Guerra na Paz e Grandes Fatos do Século XX.
Em 1987, os títulos da Turma da Mônica, de Maurício de Sousa, passaram a ser publicados pela Editora Globo, após deixarem a Editora Abril. No ano seguinte, foi lançada a revista Pequenas Empresas & Grandes Negócios (PEGN), também derivada de um programa televisivo, voltada ao empreendedorismo e à gestão empresarial, com conteúdo nas áreas de recursos humanos, tecnologia, marketing, finanças e administração.[carece de fontes?]
Em 1989, foram lançadas pela Editora Globo as revistas Criativa, com foco em moda e cultura, e Destino, voltada ao público interessado em esoterismo, cuja circulação se estendeu até 1997. Antes desse período, a revista Criativa, assim como a Globo Rural, era publicada pela Rio Gráfica Editora.
Em 1991, foi criada a revista Globo Ciência, também inspirada em um programa de televisão, com foco em ciência e tecnologia. Em 1998, a publicação passou a se chamar Galileu, com abordagem voltada à antecipação de tendências nos campos científico, tecnológico, cultural e comportamental. Nesse mesmo ano, foi lançado o primeiro título internacional da editora, Marie Claire, voltado ao público feminino.[carece de fontes?]
Em 1993, surgiu a revista Crescer, com conteúdo voltado às fases da infância, desde a gestação até a adolescência, abordando temas como saúde, desenvolvimento, pesquisas e orientações para mães, pais e responsáveis. Em 1994, foi lançada a revista Net TV, com programação da televisão por assinatura. Em 2003, a publicação passou por reformulação editorial e gráfica, sendo renomeada como Monet.

### Desenvolvimento e consolidação - final dos anos 90 e anos 2000
Em 1998, as revistas Casa e Jardim e Autoesporte, anteriormente publicadas pela Efecê Editora, foram incorporadas ao portfólio da Editora Globo. Casa e Jardim tornou-se referência em decoração, destacando histórias de pessoas e seus lares, enquanto Autoesporte consolidou-se como guia sobre o setor automobilístico. Ainda em 1998, foi lançada a revista Época, com proposta editorial voltada à informação semanal, combinando atualidade e agilidade.
No ano 2000, foi lançada a revista Quem Acontece, dedicada ao universo das celebridades, com reportagens sobre personalidades públicas, entrevistas, imagens, perfis e cobertura de eventos sociais. Em 2004, Pequenas Empresas & Grandes Negócios publicou pela primeira vez a lista As Melhores Franquias do Brasil, que se tornou referência para empreendedores interessados em franquias.
Em 2005, Autoesporte lançou o Guia Qual Comprar, edição especial com avaliação dos melhores veículos do ano. No mesmo ano, a revista Quem também iniciou os projetos Verão Quem e Inverno Quem, nos quais personalidades eram convidadas para viagens temáticas, com cobertura exclusiva da publicação.[carece de fontes?]
Em 2006, a revista Pequenas Empresas & Grandes Negócios (PEGN) lançou o projeto Extreme Makeover, no qual três empresas selecionadas receberam consultoria gratuita com o objetivo de aumentar a eficiência operacional.
No mesmo ano, a revista Época passou a publicar a pesquisa do instituto Great Place to Work, que apresenta as 100 melhores empresas para trabalhar no Brasil, segundo avaliação dos próprios funcionários. Essa foi a décima edição da lista no país, e a primeira realizada em parceria com a revista. Ainda em 2006, Época lançou a Edição Verde, dedicada exclusivamente à sustentabilidade, com reportagens voltadas ao meio ambiente.
A Editora Globo criou, em 2007, o Projeto Generosidade, que reúne as revistas da editora em torno de uma causa pioneira na mídia brasileira: revelar e repercutir ações e exemplos de gente que faz e promove o bem no Brasil.
Ainda em 2007, foi lançada a revista Época Negócios, com foco no ambiente corporativo brasileiro e internacional. A publicação foi concebida para oferecer conteúdo voltado à inovação, gestão e conhecimento estratégico, direcionado a empresários e executivos. No mesmo ano, Época lançou a edição especial 100 Brasileiros Mais Influentes, apresentando personalidades que se destacaram por sua atuação em diversas áreas. A seleção incluiu líderes, reformadores, empreendedores, pioneiros, representantes da mídia, benfeitores, pensadores, artistas e ídolos.
Em 2009, a revista Crescer lançou o Seminário Crescer, evento que promove encontros entre especialistas e convidados para discutir temas relacionados à vida familiar contemporânea. No mesmo ano, foi lançada a revista Casa e Comida, dedicada à gastronomia e decoração. A proposta editorial consistia em apresentar soluções completas para diferentes tipos de celebrações, desde encontros informais até eventos sofisticados, com sugestões de receitas, ambientação e organização.
Em 2010, Época tornou-se a primeira revista semanal de informação a disponibilizar conteúdo na plataforma iPad, iniciativa que posteriormente foi estendida às revistas Autoesporte e Época Negócios.[carece de fontes?]
Em 2011, o Prêmio Época Empresa Verde foi criado para substituir o Prêmio Época Mudanças Climáticas, que tinha sido lançado em 2008.

### A criação da Edições Globo Condé Nast
Em julho de 2010, a Editora Globo e a Condé Nast anunciaram a criação da joint venture Edições Globo Condé Nast, responsável pela publicação da revista Vogue e outros títulos da Condé Nast no Brasil. A nova empresa passou a administrar também a revista Casa Vogue.
No mesmo ano, tem início a revista GQ, publicada pela Edições Globo Condé Nast, direcionada ao público masculino, com conteúdo diversificado que inclui reportagens investigativas, entrevistas, moda, estilo, tecnologia, esportes e turismo.
Em 2012, a joint venture trouxe ao Brasil a revista norte-americana Glamour, publicação feminina presente em diversos países, como França, Espanha, Itália e México. A nova revista substituiu a Criativa, que deixou de integrar o portfólio da editora em março do mesmo ano.

### Globo Livros
Também na área de literatura o leque é variado. A Globo Livros publica livros nas categorias de: Administração, Marketing e Propaganda, Agricultura e Pecuária, Biografia e Memórias, Cidadania, Ciências humanas e Ciências sociais, Comunicação e Arte, Divulgação e Ciência, Ensaio, Entrevistas e Reportagem, Humor, Literatura brasileira e estrangeira, literatura infantil e Literatura infantojuvenil, Música, Negócios e Finanças, Obras de Referência, Psicologia, Saúde, Educação e Vida Prática, Religião, Espiritualidade e Esoterismo, e Teoria Literária.
Os quadrinhos da Turma da Mônica foram publicados de de 1987 a 2006, quando passaram a ser publicados pela Panini Comics, a Globo também já publicou títulos da Marvel Comics, da Sergio Bonelli Editore com Tex, Zagor, Martin Mystère, Nathan Never, Bella e Bronco e a versão brasileira da revista informativa Wizard.
Após a saída da Turma da Mônica, a editora publicou os quadrinhos do Sítio do Picapau Amarelo, Cocoricó e O Menino Maluquinho até  janeiro de 2008, a editora anunciou que estava terminando sua linha de revistas de banca de jornal e que iria dedicar-se a sua linha para livrarias e lojas especializadas. Entre os títulos para livrarias, está a série As Aventuras de Tintim do belga Hergé, lançada em 2016.

### Chegada do Infoglobo e Valor Econômico
Em janeiro de 2018, a Editora Globo, a Infoglobo e o Valor Econômico tornaram-se uma única companhia, detentora de 21 marcas. Ainda em 2018, o Grupo Globo iniciou um processo de unificação entre TV Globo, Globosat, Globo.com e Globoplay, no projeto Uma Só Globo, objetivando concentrar as operações destas, dispersas, em uma única estrutura. A conclusão da primeira parte foi oficializada e anunciada em 2021.